# Paolo Toschi (incisore)
Paolo Toschi (Parma, 6 giugno 1788 – Parma, 31 luglio 1854) è stato un incisore e architetto italiano, tra i maggiori protagonisti della vita artistica e culturale del Ducato di Parma del XIX secolo.

## Biografia
Nato a Parma nel 1788 da Luigi, cassiere delle Poste, e da Anna Brest, sin dall'adolescenza si distinse per l'abilità nel disegno: allievo inizialmente di Biagio Martini, a 21 anni grazie all'aiuto del concittadino e coetaneo barone Lucio Bolla si trasferì a Parigi dove approfondì le sue conoscenze sulla grafica e sulla tecnica dell'acquaforte presso gli studi del rinomato Charles Bervic, del fiammingo Oortmann e di François Gérard, di cui fu intimo amico.
Dalla Francia importò una nuova idea per una macchina che tirasse linee sinuose nelle lastre di rame, realizzata e perfezionata da Pietro Amoretti.
Divenuto Maestro d'incisione, nel 1819 fece ritorno in patria e divenne insegnante presso l'Accademia delle Belle Arti, di cui venne nominato direttore nel 1820. Sostenuto dall'amico Antonio Isac, iniziò a copiare all'acquerello gli affreschi del Correggio e ad inciderne su rame il disegno: le stampe, diffuse in tutta Europa, contribuirono a fare di Parma una delle tappe del Grand Tour in Italia dei giovani nobili dell'epoca. Tra i suoi allievi vi fu Romualdo Belloli.

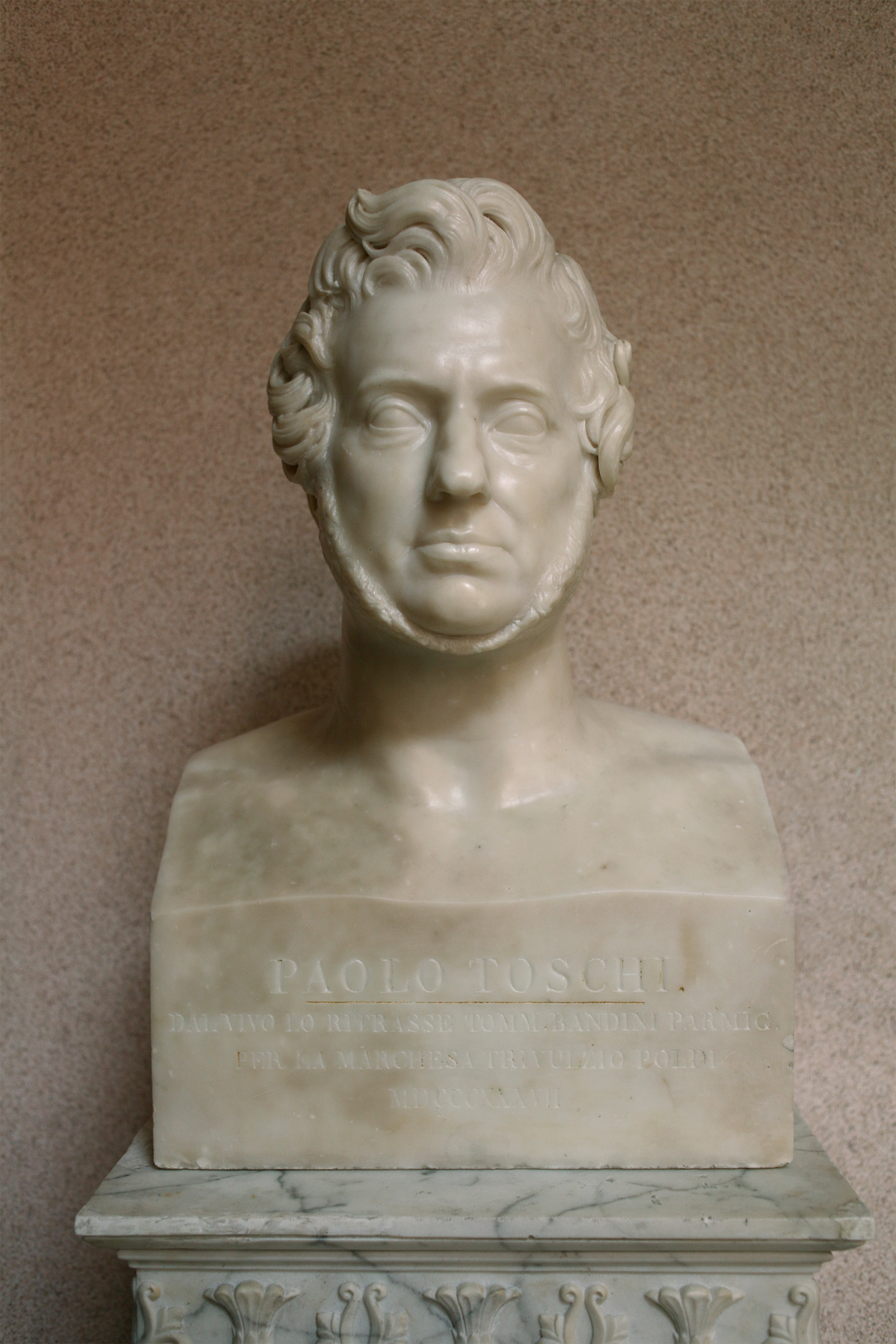
Busto di Paolo Toschi; marmo di Tommaso Bandini (1837).

Notevole fu anche l'attività di Paolo Toschi come architetto: Soprintendente alle fabbriche ducali durante il governo della duchessa Maria Luigia d'Austria, rivide e approvò i progetti della quasi totalità delle opere pubbliche eseguite nel ducato di Parma in tale periodo.

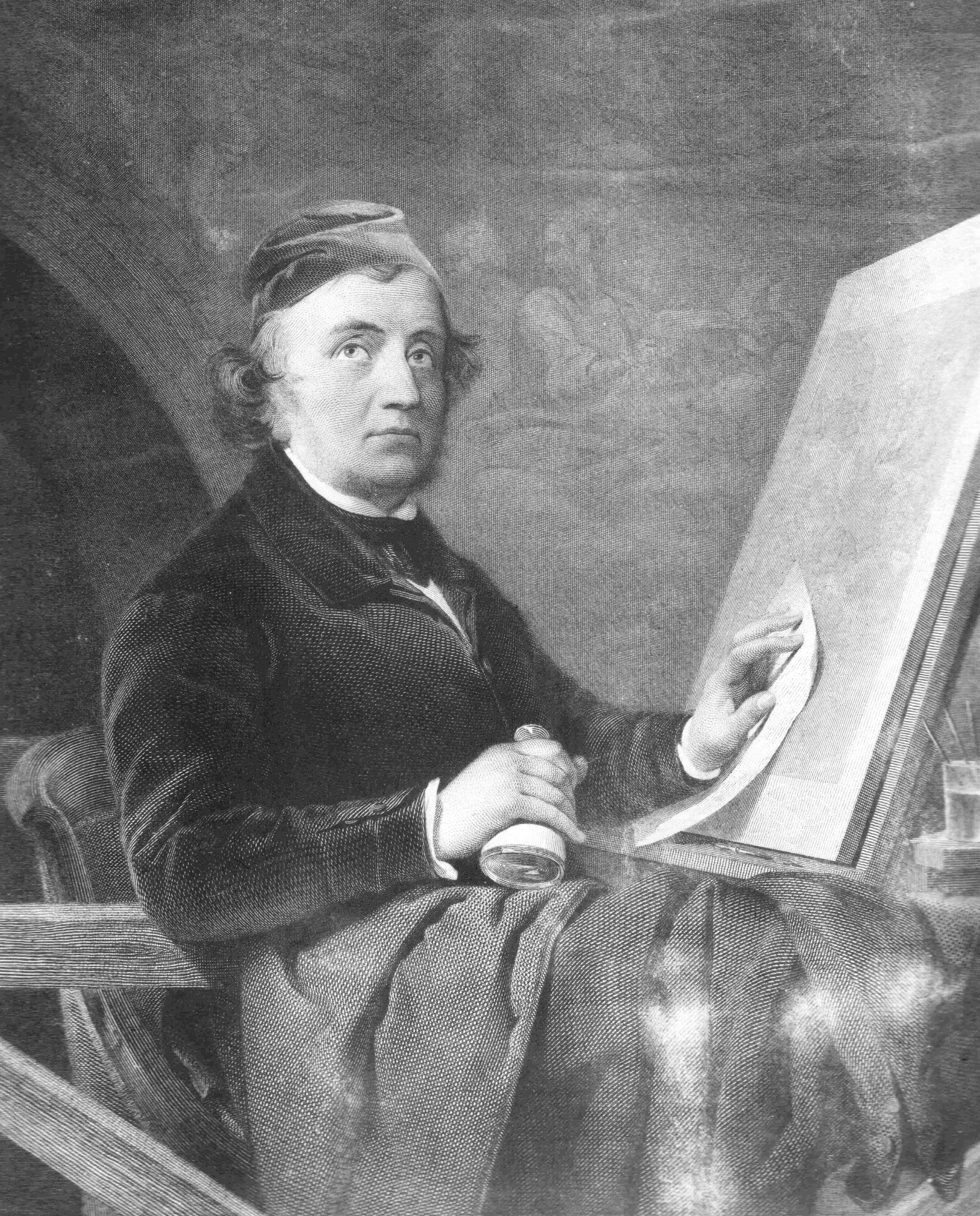
Paolo Toschi ritratto da Carlo Raimondi.

Affiancò Nicola Bettoli nella progettazione della facciata del Teatro Regio di Parma, nella decorazione interna del Ridotto del teatro, nella distribuzione planimetrica della Galleria Nazionale e progettò l'imponente struttura del colonnato del braccio occidentale del Palazzo della Pilotta.
Ammesso, come molti intellettuali parmensi del tempo (tra cui Pietro Giordani, Macedonio Melloni, Evangelista Azzi e Antonio Gallenga) alla corte ducale, si avvicinò agli ideali liberali e risorgimentali: solo la stima di cui godeva presso la duchessa gli evitò l'esilio, ma le sue idee politiche gli costarono, nel 1849, la destituzione dalle cariche che ricopriva sotto il governo del duca Carlo III . L'anno successivo venne reintegrato nel suo ufficio, ma si spense pochi anni dopo. La duchessa reggente Luisa Maria, vedova di Carlo III, chiamò a succederlo nella carica di direttore della Scuola d'incisione di Parma Carlo Raimondi, suo allievo e principale collaboratore.
Paolo Toschi è sepolto al Cimitero della Villetta di Parma: il sepolcro è ornato da un'erma marmorea opera di Manlio Marzaroli (1894-1951). All'incisore il Comune di Parma ha intitolato viale Toschi, tratto del Lungoparma che collega il ponte Verdi al ponte Europa, nei pressi della stazione ferroviaria.
Il Liceo artistico statale Paolo Toschi (precedentemente "Istituto d'Arte Paolo Toschi"), in viale Toschi a Parma, prende il suo nome.